# Município de Union (condado de Carroll, Ohio)
O município de Union (em inglês: Union Township) é um município localizado no condado de Carroll no estado estadounidense de Ohio. No ano de 2010 tinha uma população de 977 habitantes e uma densidade populacional de 16,66 pessoas por km².

## Geografia
O município de Union encontra-se localizado nas coordenadas 40° 31′ 50″ N, 81° 06′ 23″ O. Segundo a Departamento do Censo dos Estados Unidos, o município tem uma superfície total de 58.64 km², da qual 58,29 km² correspondem a terra firme e (0,61 %) 0,35 km² é água.

## Demografia
Segundo o censo de 2010, tinha 977 pessoas residindo no município de Union. A densidade populacional era de 16,66 hab./km². Dos 977 habitantes, o município de Union estava composto pelo 98,87 % brancos, o 0,31 % eram amerindios e o 0,82 % eram de uma mistura de raças. Do total da população o 0,2 % eram hispanos ou latinos de qualquer raça.